# Roprachtice
Roprachtice är en ort i Tjeckien. Den ligger i den norra delen av landet, 90 km nordost om huvudstaden Prag. Roprachtice ligger 561 meter över havet och antalet invånare är 261.
Terrängen runt Roprachtice är huvudsakligen kuperad, men åt sydost är den platt. Runt Roprachtice är det ganska tätbefolkat, med 75 invånare per kvadratkilometer. Närmaste större samhälle är Jablonec nad Nisou, 19,2 km väster om Roprachtice. Omgivningarna runt Roprachtice är en mosaik av jordbruksmark och naturlig växtlighet.